# Nemoria pulveraria
Nemoria pulveraria là một loài bướm đêm trong họ Geometridae.